# Raúl Sánchez Díaz Martell
Raúl Sánchez Díaz Martell (Guadalajara, Jalisco; 15 de abril de 1915 - Mexicali, Baja California; 17 de abril de 2011) fue un ingeniero civil y político mexicano que se desempeñó como gobernador de Baja California pues se radicó en Baja California en 1942. Fue Gerente de la División Campeche del Ferrocarril del Sureste (1949) y del Ferrocarril Sonora Baja California.
Fue Gobernador del estado mexicano de Baja California desde el 1 de noviembre de 1965 al 31 de octubre de 1971. Su candidatura representó el primer esfuerzo de la sociedad bajacaliforniana por evitar que la federación y el sistema presidencialista impusiera al militar Hermenegildo Cuenca Díaz como candidato oficial del Partido Revolucionario Institucional, quien en ese momento se desempeñaba como senador por Baja California.
Durante su administración, se hizo la calzada Presidente Díaz Ordaz en Tijuana, a lo largo de La Mesa y, también por las mismas fechas, se construyó en la capital del estado la Avenida Adolfo López Mateos con ayuda del Programa Nacional Fronterizo de Antonio J. Bermúdez. Falleció el 17 de abril de 2011 a los 96 años de edad.